# Lo Passatge
Lo Passatge (en francès Le Passage) és un municipi francès situat al departament d'Òlt i Garona i a la regió de la Nova Aquitània.

## Demografia
| 1962                                       | 1968  | 1975  | 1982  | 1990  | 1999  | 2007  |
| ------------------------------------------ | ----- | ----- | ----- | ----- | ----- | ----- |
| 5.699                                      | 6.746 | 7.862 | 8.553 | 8.875 | 8.827 | 9.324 |
| Des de 1962: població sense dobles comptes |       |       |       |       |       |       |

## Administració
| Període   | Identitat            | Partit |
| --------- | -------------------- | ------ |
| 1944-1947 | Octave Cazeneuve     |        |
| 1947-1953 | Edouard Chamberlland |        |
| 1953-1970 | Paul Bême            |        |
| 1970-1971 | René Fournier        |        |
| 1971-2001 | Pierre Lapoujade     | CNIP   |
| 2001-     | Jean Barrull         | UDF    |

## Agermanaments
- Consuegra
- Włoszczowa